# 강용석
강용석(康容碩, 1969년 12월 3일~)은 대한민국의 변호사, 방송인이다. 제18대 국회의원(2008. 5.~2012. 5.)을 지냈다.

## 일생
강용석은 1969년 12월 3일에 서울 중구(현재의 용산구) 동자동에서 2남 2녀 중 차남으로 출생하였다. 경기고등학교 3학년 재학 중이던 1987년에 어려운 가정 형편에 대학 등록금을 마련하기 위해 MBC 《장학퀴즈》에 출연하였다. 1991년 서울대학교 법과대학 4학년 때 제33회 사법시험에 합격한 후 판사가 되고자 했으나 우수한 사법연수원 성적에도 불구하고 아버지가 교도소에 있다는 이유로 뜻을 이루지 못했다는 주장이 있지만 실제로는 공군 중위 시절 병사 2명을 폭행해 판사임용 부적합 인물로 판정받아 판사 임용이 되지 않았다. 공군 항공유 유출 사건을 수사하면서 공군 병사 2명을 이불 속에 감금시킨 뒤 마구 구타했다는 것이 그것이다. 1994년부터 1997년까지는 공군 법무관으로 복무하며 대위로 예편하였다.
1997년에 법률사무소를 개업해 변호사 생활을 시작했다. 1998년 지리산 수해로 야영객 30여 명이 사망하자 스스로 유족들에게 연락을 취해 변론을 맡았고 결국 국가배상을 이끌어내기도 했다. 박원순의 참여연대에서 활동하던 2001년 3월 9일에는 삼성전자 주주총회에서 삼성전자 회장 이건희의 장남 이재용이 삼성전자 상무보로 임명된 것을 정면으로 비판하기도 했다. 그 해 하버드 로스쿨의 해외 법조인들을 위한 1년 법학석사(LL.M.) 과정에 입학하여 다음 해에 석사 학위하였다. 하버드 로스쿨 재학 시절 LL.M. 학생 대표를 맡았고 2005년에는 대한민국 내 하버드 대학교 총동창회 총무이사를 맡았다.
이명박 대통령 후보 중앙선대위 법률지원팀장, 중앙선대위 클린정치위원회 법률팀장으로서 이명박이 대통령이 되는 데 기여하였고 2008년 제18대 국회의원으로 당선되었다. 2010년 전국대학생토론회 참가학생들과 저녁을 함께 한 자리에서 "여자 아나운서로 성공하려면 모든 걸 다 줘야한다. 할 수 있겠나"라고 발언했다가 여자 아나운서의 명예를 훼손하고 모욕했다는 혐의로 불구속 기소됐다. 대법원은 "강용석의 발언은 부적절했지만, 피해자가 특정되지 않았고, 모욕죄로 처벌할 정도는 아니다"라며 2014년 3월 해당 사건을 서울서부지법으로 파기환송했다.
2012년 박원순 서울시장의 아들인 박주신에 대한 병역 의혹을 제기하는 과정에서 자신은 MRI 사진이 박주신의 것이라면 사퇴하겠다는 뜻을 밝혔다. 하지만 제보를 받았던 박주신의 MRI 사진이 특이체질이란 설명과 함께 박주신의 것이 확인되었다는 세브란스 측 의견을 존중해 의원직 사퇴 의사를 밝혔으나 사직서를 처리할 국회의장이 공석인 관계로 의원직을 유지하게 되었다. 한편 강용석은 자신이 약속한 사퇴일을 기준으로 이후 지급받은 국회의원 월급은 전액 기부하였고, 보좌관들의 월급 및 국회의원 사무실 임대료 등은 개인 돈으로 지급하였다. 강용석은 3일 뒤인 2월 25일에 인터넷 공개방송을 통하여 다시 4.11 총선출마의 뜻을 밝히고 무소속으로 출마하였으나 4.3%의 지지율에 그쳐 낙선하였다. 이후 다시 변호사 업무에 복귀하였으며, 변호사라는 직업과 국회의원 재직 시절 고소 및 고발에 대한 에피소드로 유명세를 타 《TV조선 강적들》, tvN의 《강용석의 고소한 19》, JTBC의 《썰전》과 《유자식 상팔자》를 진행하였다. 2013년 문화연예대상 문화부문 TV 진행자상을 수상하였다. 2018년 8월에는 김세의 전직 문화방송(MBC) 기자와 함께 우익 성향 싱크탱크인 가로세로연구소를 창립하고 소장을 맡았다.
2018년 10월, 배우 김부선의 담당 변호사로 선임되었으나 황당하게도 강용석이 사문서 위조 혐의로 구속 수감되었다. 본디 어떠한 소송이 발생하면 의뢰인이 징역을 살고 변호사가 바깥을 돌아다니는 일이 많지만 이 경우는 반대로 의뢰인은 바깥을 자유롭게 돌아다니는데 정작 변호사가 징역을 살고 있는 아주 웃긴 상황이었다.
이후 현실정치로 복귀하여 경기도지사 후보로 출마를 밝혔다. 국민의힘에서 경선을 치르고자 한나라당의 후신인 국민의힘 복귀를 시도했으나 무산되었다. 그래서 2022년에 실시된 제8회 전국동시지방선거에서 무소속 경기도지사 후보로 출마해 3위를 기록했다. 이 선거에서 진보정당 후보 3인의 득표율 합보다는 적고 개별 진보정당 후보 각각보다는 많은 득표를 하였는데, 김은혜 후보가 근소한 차이로 낙선하고 김동연이 당선되어 선거 책임론을 제기한 많은 국민의힘 당원들과 갈등이 발생했다. 2022년을 이후로 정치계에서 완전히 퇴임하였다.

## 유튜브
김세의 전 MBC 기자와 2018년부터 가로세로연구소를 창립, 소장을 맡았다. 이후 김세의 대표와의 갈등으로 가로세로연구소를 탈퇴했다.

이후 개인 채널 '강용석 경기서울연합'의 채널명을 '강용석 입니다'로 변경 후 정치, 사회, 경제 등 다양한 분야를 주제로 방송한다. 오전 9시부터 '인싸it'이라는 이름으로 방송을 진행한다. 이후 멤버십 전용 방송을 진행하기도 한다.

## 학력
- 1982년 서울언북초등학교 졸업
- 1985년 신천중학교 졸업
- 1988년 경기고등학교 졸업
- 1992년 서울대학교 법과대학 사법학 학사
- 1995년 서울대학교 사법대학원
- 1999년 서울대학교 대학원 법학과 법학석사(학위논문명 - 디지털화와 저작권법 : WIPO조약을 중심으로)
- 2002년 하버드 로스쿨 LL.M.
- 2007년 서울대학교 대학원 법학 박사과정 수료

## 경력
- 참여연대 재벌개혁위원회 위원
- 한나라당 마포구 을 당원협의회 위원장
- 한나라당 공천심사위원회 위원
- 한나라당 선거대책위원회 법률지원팀장
- 한나라당 선거대책위원회 클린정치위원장
- 한나라당 청년위원회 위원장
- 한나라당 일자리창출특별위원회 위원
- 2008년 4월 9일 대한민국 제18대 국회의원 선거 당선(서울 마포구 을, 한나라당, 초선)
- 2008년 5월~2012년 5월: 제18대 국회의원(서울 마포구 을, 한나라당→무소속, 초선)
- 법무법인 넥스트로 대표변호사
- 가로세로연구소(보수주의 싱크탱크) 소장

## 출연작
- JTBC 《썰전》
- TV조선 《강적들》
- JTBC 《유자식 상팔자》
- tvN 《강용석의 고소한 19》

## 사건과 논란

### 아나운서 발언 논란
2010년 7월 20일에 중앙일보는 강용석이 제2회 국회의장배 전국 대학생 토론대회에 참석한 연세대학교 소속 20여 명의 남녀 대학생들과 저녁 식사를 하며 아나운서를 모독하는 발언을 하였다고 보도하였다.
아나운서들은 강용석의 발언에 대해 강하게 반발하며 의원직 사퇴를 요구하는 것은 물론 강용석을 상대로 집단 소송을 제기하기로 했다.한나라당은 7월 20일 윤리위원회 부위원장 주성영의 긴급 브리핑에서 강용석을 제명하기로 결정했다고 밝혔다. 이를 의결하기 위한 절차가 남아있으며, 이 절차를 거치기 전에 한나라당은 강용석에게 자진 탈당을 요구했다. 그러나 강용석은 해당 보도가 사실이 아니라고 반박하며 최초로 자신의 발언을 보도한 중앙일보 기자를 상대로 고소하겠다고 밝혔다. "중앙일보에 정정보도를 요청한 상태이며 정치생명을 걸어서라도 자신의 결백을 밝히겠다."고 입장을 표명하였다. 하지만 7월 21일에 조선일보와 매일경제에서 강용석의 발언을 들었다는 진술을 추가로 확보하여 보도하면서 강용석의 주장은 설득력이 떨어졌다.
2010년 열린 7.28 재보선 이후로 한나라당은 윤리위원회에서 제명을 결정한 것과 달리 강용석을 제명하는 것을 의결시키지 못해 일각에서 비판이 제기되었다. 2010년 9월 2일 한나라당 의원총회에서 만장 일치로 그의 제명이 확정됐고 강용석은 무소속 국회의원 신분이 되었다. 강용석은 제명으로 인해 향후 5년간 한나라당 입당이 불가능해졌다.
아나운서들로부터 명예훼손죄로 고소당한 강용석은 1심 재판에서 징역 6월에 집행유예 1년을 선고받았다. 2011년 5월 25일에 서울서부지방법원 형사 3단독 제갈창 판사는 "현직 국회의원으로서 발언이 갖는 무게나 발언의 상대방, 발언을 접하는 사회 일반인에 대한 영향이 남다를 수 밖에 없음을 고려해야 한다. 공중파 방송의 아나운서들은 방송을 통해 상시적으로 자신이 아나운서임을 드러낸 채 대중에 서야 한다. 이 때문에 일반인들이 그들을 접하면서 피고인의 발언을 떠올리고 연상할 소지가 충분하다. 자신의 발언에 대해 왜곡된 공격을 받는 경우 스스로 방어할 수 있지만 이 수준을 넘어 무고에까지 이른 것은 정당화 될 수 없다. 문제발언은 토론 대회에서 탈락한 대학생을 위로 내지 격려하기 위한 회식자리에서 나온 것이다. 기사에서 다소 자극적 제목 아래 문제 발언만 적시해 피고인이 마땅이 비난받아야 할 이상의 비난에 직면하게 한 사정 등이 인정된다."고 밝혔다.
2011년 6월 30일 한나라당이 강용석의 제명안을 본회의에 상정하지 않을 것을 민주당에 요청했고, 민주당이 이를 사실상 수용했기 때문에 임시 국회에서 강용석을 제명하는 것이 무산됐다. 당시 한나라당의 원내수석부대표 이명규는 이에 대하여 다음과 같이 말했다.
헌법기관인 국회의원 제명에는 재적의원 3분의 2 이상의 의결이 필요하다. 개인적으로 강 의원의 법률 관계를 정리하기 위해 오늘 처리하면 좋겠다는 생각이나, 반대토론 의사를 밝히는 등 '서둘러 처리하지 말아야 한다'는 의원들의 의견이 많아 민주당에 상정 연기를 요청했다.

이에 민주당의 원내수석부대표 노영민은 아래와 같이 언론에 밝혔다.
한나라당이 내부 표 단속이 필요하다는 이유로 안건 상정을 보류해 달라고 했다.

그러나 2011년 8월 31일 상정된 강용석의 의원직 제명안은 무기명 투표결과, 재석의원 259명 중 찬성 111명, 반대 134명, 기권 6명, 무효 8명으로 부결되어 논란을 일으켰다.
한편 아나운서 협회는 서울남부지법에 강용석 의원은 아나운서 연합회 10억원, 개개인에 200만원씩의 배상하라며 손해배상소송을 청구했다. 그러나 재판부는 "한국아나운서연합회를 지칭해서 직접적으로 명예훼손 하지 않았고 아나운서 범위가 불분명할뿐만 아니라 구성원 수가 너무 많기 때문에 구성원 개개인을 모욕했다고 할 수 없다."며 기각했다.
2011년 11월 30일 강용석은 자신의 블로그에 집단모독죄와 관련한 사과문을 게재하는 도중 보좌진의 실수로 자신을 상대로 소송을 제기한 아나운서 100명의 이름과 주소가 유출되었다. 이에 2011년 12월 6일 한국아나운서연합회는 성명서를 통해 "강용석 의원의 아나운서 주소 공개는 명백한 범죄행위이며 고의적인 행위이다. 강용석 의원의 비상식적인 행위로 주소가 공개된 여성 아나운서들은 스토킹 등의 각종 위협에 노출됐다. 강용석 의원은 의원직을 수행할 능력도 자격도 완전히 상실했다. 지금까지의 비상식적인 언행에 대해 당장 국민에게 사죄하고 의원직을 사퇴하라."라고 요구했다. 이에 대해 강용석은 《화성인 바이러스》에 출연하여 아나운서 협회와 진행 중인 소송의 판결문을 공개하는 과정에서 아나운서들의 주소가 유출된 것과 관련, "변명의 여지가 없는 완벽한 실수였다."고 말하며 사과한다는 입장표명을 하였다. 2014년 8월 12일, 검찰은 강용석에게 징역 2년을 구형하였고, 같은 달 29일에 열린 파기환송심 선고 공판에서 서울서부지법은 강용석에게 성희롱 발언을 한 혐의에 대해서는 무죄를, 이 내용을 보도한 모 언론사 기자를 허위 기사를 작성하고 공표했다며 무고한 혐의에 대해서는 벌금 1,500만원을 선고했다. 재판부는 "이 발언은 여성 아나운서 일반을 대상으로 한 것으로서 개별 구성원들에 이르러서는 비난의 정도가 희석돼 피해자 개개인의 사회적 평가에 영향을 미칠 정도까지는 이르지 않으므로 형법상 모욕죄에 해당한다고 보기 어렵다."며 모욕 혐의에 대해서 무죄를 선고했다.
그러나 재판부는 강용석이 기자에 대해 고소한 부분은 무고죄가 인정된다고 판시했다. 재판부는 "해당 발언이 모욕의 대상이 있는 자리에서 직접 한 것이 아니고 신문에 다소 자극적으로 알려지면서 여론의 엄청난 질타를 받게 돼 궁지에 몰린 피고인이 상황을 타개하기 위하여 합법적인 여러 방법이 있음에도 하지 말아야 할 무고에까지 이르게 된 것으로 보인다."고 밝혔다.

### 박원순에 대한 허위 경력 의혹 제기
2011년 10월 14일 강용석은 당시 서울시장 후보였던 박원순의 하버드 로스쿨 객원 연구원 경력이 허위라고 주장하며 "박원순이라는 이름을 찾을 수 없다."는 하버드 로스쿨의 메일을 공개하며 의혹을 제기하기 시작했다.
10월 15일 박원순은 강용석을 허위사실 유포에 의한 명예훼손과 공직선거법 위반 혐의로 서울남부지검에 고소했다. 박원순은 "명백히 하버드 객원 연구원으로 체류했음에도 강용석 의원은 이에 반하는 허위 사실을 유포했다."며 고소 이유를 밝혔다. 박원순은 이와 함께 자신의 이름이 포함된 1993년 3월 5일 기준 하버드 로스쿨 객원 연구원 명단과 함께, 같은 해 4월 1일 자신이 객원 연구원 자격으로 미국 동암연구소 주최 토론회에 참석했다는 내용이 담긴 연구소 자료를 공개하기도 했다.
10월 16일과 18일에 강용석은 박원순의 스탠포드 대학교 객원교수 경력과 하버드 대학교의 객원 연구원 허위 경력을 각각 문제삼아 박원순을 '허위사실공표죄'로 고소했다. 하지만 두 문제제기 모두 강용석이 각 대학에서 보낸 메일을 잘못 해석한 채 언론과 대중에 성급히 공개한 것으로 판명되었으며, 후에 각 대학 측에서 박원순에 대한 학위 문제는 없다고 인정함으로써 논란이 정리되었다.

### 개그맨 최효종 고소
2011년 10월 2일에 방송된 개그콘서트의 《사마귀 유치원》코너에서 개그맨 최효종은 다음과 같은 내용으로 국회의원을 풍자했다.
국회의원이 되려면 '집권여당 수뇌부와 친해져서 집권 여당의 공천을 받아 여당의 텃밭에서 출마하면 되는데 출마할 때도 공탁금 2억 원만 들고 선관위로 찾아가면 돼요 너무 쉽죠?', '선거 유세 때 평소에 잘 안가던 시장을 돌아다니면서 할머니들과 악수만 해주면 되고요. 평소 먹지 않았던 국밥을 한번에 먹으면 돼요', '공약을 얘기할 때는 그 지역에 다리를 놔준다던가 지하철 역을 개통해 준다던가 아~ 현실이 너무 어렵다구요? 괜찮아요. 말로만 하면 돼요', '약점을 개처럼 물고 늘어진다면 국회의원이 될 수 있어요'

2011년 11월 17일 강용석은 최효종을 국회의원에 대한 비하를 이유로 형사 고소하였다. 재판받은 집단모욕죄에 대한 법원의 판결문을 게시하면서 "똑같은 논리로 최효종을 고소해볼까요"라고 언급한 것이다.
하지만 이 사건에 대해 "강용석 의원이 아나운서들에 대해 발언했던 것과 이번 사건은 본질적으로 다르다. 강용석 의원의 발언 내용이 여성 아나운서들에 대한 이성적 비판을 담은 내용이 아닌 비하적·모욕적 발언이었다면 최효종 씨의 발언은 국회의원들의 통상적인 잘못된, 즉 비판받아야할 행태들을 꼬집는 내용이었던 데다가 그 대상 역시 웃음을 찾기 위해 자리한 관객들을 상대로 한 것인 만큼 형법상 모욕죄로 의율하기는 무리가 있어 보인다”라는 지적이 있었다.
건국대 로스쿨 교수 한상희는 "국회의원도 국가기관으로 봐야 하는데, 현행법상 국가기관은 명예훼손이나 모욕죄의 주체가 될 수 없다. 지난 해 '국정원 불법사찰' 의혹을 제기한 박원순 서울시장에 대해 정부가 소송을 제기했다가 패소한 판례도 국가정책에 대한 비판은 자유롭게 보장돼야 한다는 취지였다. 이 건과 마찬가지로 봐야 한다. 변호사인 강용석 전 의원이 죄가 되지 않는 다는 것을 알면서 고소한 것이기 때문에 오히려 무고죄로 볼 수도 있다."라고 말했다.
2011년 11월 28일, 강용석은 이 사건에 대하여 최효종에 대한 고소를 취하하겠다는 뜻을 자신의 블로그를 통해 밝혔다.

### 공군 법무관 시절 사병 구타 사건
1995년 2월 24일자 한겨레 보도에 따르면 강용석은 중위 시절에 사병을 폭행 구타했다. 당시 피해자인 공군 제8전투비행전단 소속 함 모 병장과 원 모 병장 2인은 '항공유 유출 사건'에 연루되었기에 강용석 중위로부터 연행된 후 조사를 받았다. 조사 도중 피해자들은 이불에 뒤집어 씌워진 채 강용석 중위로부터 "사실대로 말하라"는 자백 강요를 받으며 극심한 구타를 당했다고 한다.
이러한 사실이 알려진 뒤 강용석은 자신의 블로그에 "군 검찰관으로 항공유 유출 사건을 수사하던 중 항공유를 보관하는 탱크를 관리하던 사병들을 수사하는 과정에서 일어났던 일"이라 말했다. 그러면서 "군대 구타가 반드시 근절되어야 하는 행위라고 생각하고, 유감스러운 과거의 일이긴 하지만 다시 한 번 죄송하다는 말씀 올립니다."라는 글을 썼다.
강용석은 이 일로 인하여 판사 임용 부적합 판정을 받아 판사가 되지 못하고 변호사가 되었다.

### 박원순 아들의 병역 비리 의혹 제기
박원순 서울특별시장의 장남인 박주신이 병역 비리를 저질러 신체검사에서 4급 사회복무요원 판정을 받았다는 주장을 하여 파장을 일으켰다. 하지만 주신 씨에 대한 공개 신체검사 결과 그 주장은 사실이 아닌 것으로 밝혀졌고, 강용석은 기자회견을 통해 국회의원직을 사퇴한다는 입장을 표명했으나, 실제로는 사퇴하지 않았고 18대 국회의원의 임기를 모두 마쳤다. 한편 박원순 측은 강용석에 대한 민형사상 법적조치를 검토하였으나 박원순은 기자회견을 열어 강용석을 선처하겠다는 뜻을 밝혔다.

### '너 고소' 사건
강용석이 자신의 변호사 사무소 광고 문구를 '너 고소'라고 쓴 다음에 자신의 얼굴을 등장시킨 것이 논란이 되었다. 아울러 강용석은 변호사 품위 위반이라 하여 논란을 빚었다.

### 2016년 총선 출마 선언과 새누리당 입당 추진
2016년 총선을 앞두고 새누리당 당사에서 서울 용산구 출마 선언 기자회견을 하려고 했으나 당원이 아닌 이유로 저지당하고 대신 국회에서 출마선언을 하였다. 그 후 새누리당 서울특별시당에 입당원서를 냈지만 거절당했다. 이의가 있으면 새누리당 중앙당에 재심 신청을 낼 수 있다. 강용석은 중앙당 위원회에 재심 신청을 내고 서울 용산에 출마할 것이라고 밝혔다. 그러나 재심도 기각되면서 끝끝내 불출마하였다.

### 도도맘 문서 위조 사건
2018년 10월 24일 서울중앙지법 형사18단독(박대산 판사)은 사문서위조 혐의를 받는 강용석에게 징역 1년을 선고하고 법정 구속했다. 박대산 판사는 판결 이유에 대해 “강용석은 변호사로서 지위와 기본적 임무를 망각하고 불륜관계에 있는 김미나씨와 공모해 사문서를 위조했다. 비난 가능성이 매우 크다. 강 변호사의 이 같은 행위로 김씨 남편 조씨는 불륜으로 추가적인 고통을 받았다”고 밝혔다. 또 “강 변호사가 자신의 잘못을 전혀 반성하고 있지 않다”고 덧붙였다. 한편 강용석은 자신과 불륜설이 불거졌던 유명 블로거 ‘도도맘’ 김미나 씨의 남편이 낸 소송을 취하시키기 위해 문서를 위조한 혐의로 재판에 넘겨졌다. 그리고 무죄 석방되었다.
이 당시 강용석은 김부선의 담당 변호사를 하고 있었는데 의뢰인은 멀쩡히 바깥에 있는데 변호사가 징역을 사는 황당한 일이 벌어진 것이다.

### 문재인 명예훼손
문재인이 신천지예수교의 이만희 교주와 악수하는 사진이라며 공개하여 민주당에 의해 2020년 3월 고발당했으나 경찰의 출석요구를 네 차려받고도 고의로 불응하여 12월 7일 자택에서 체포영장에 의해 체포된 직후 이를 이용하여 1500만원의 후원금을 챙겼다.

### 2021년 9월가로세로연구소출연진 체포
2021년 9월 7일 가로세로연구소 출연진인 강용석 및 김세의, 김용호 3명이 지속적으로 여러 피해자들의 고소에 대한 조사를 위한 경찰의 출석 요구에 불응한 것으로 인해 체포되었다.

### 2020 미국 대선 트럼프 당선 예측 발표
가로세로 연구소 유튜브를 통해 미국 대선 개표 상황을 중계하던 중 세계 언론이나 개인 방송 통틀어 최초로 트럼프 당선을 예측 (거의 확정적) 발표하였다. 그러나 예측과는 달리 조 바이든이 당선되었다.

## 전과
- 무고: 벌금 15,000,000원 - 2014년 8월 29일 선고[46] 집단모욕(아나운서 비하 발언)을 한적이 없다고 증언자를 무고한 혐의

## 역대 선거 결과
|  | 39.04% |

|  | 45.94% |

|  | 4.29% |

|  | 0.95% |

## 같이 보기
- 마포구 을
- 서울 마포구의 국회의원